# Os Outros (filme)
The Others (bra/prt: Os Outros) é um filme espanhol de 2001, em língua inglesa, dos géneros gótico, sobrenatural, e terror psicológico, tendo sido escrito e dirigido por Alejandro Amenábar, que também compôs a trilha sonora. É estrelado por Nicole Kidman, Fionnula Flanagan, Christopher Eccleston, Elaine Cassidy, Eric Sykes, Alakina Mann, e James Bentley.
The Others foi lançado nos Estados Unidos em 2 de agosto de 2001 pela Dimension Films, e na Espanha em 7 de setembro de 2001 pela Warner Sogefilms. O filme foi um sucesso de bilheteria, arrecadando mais de US$209.9 milhões em todo o mundo, e recebeu aclamação da crítica, com muitos elogiando a direção e o roteiro de Amenábar, bem como a trilha sonora, a atmosfera, e a atuação de Kidman.

## Sinopse
Num casarão mal-assombrado na ilha de Jersey, moram Grace, que chora por seu marido, que partiu para a guerra e não retornou. Seus dois filhos sofrem de uma doença que os impede de se expor à luz solar, por isso todos os aposentos da casa devem ter as janelas vedadas com pesadas cortinas. Um dia, ela resolve contratar empregados para a casa, mas eles chegam quebrando as rígidas rotinas da família, o que traz terríveis consequências.

## Elenco
- Nicole Kidman .... Grace
- Christopher Eccleston .... Charles
- Fionnula Flanagan .... Sra. Mills
- Elaine Cassidy .... Lydia
- Eric Sykes .... Sr. Tuttle
- Alakina Mann .... Anne
- James Bentley .... Nicholas
- Michelle Fairley .... Sra. Marlish
- Alexander Vince .... Victor Marlish
- Renée Asherson
- Gordon Reid

## Recepção
No consenso do agregador de críticas Rotten Tomatoes diz: "é um suspense assustador que nos lembra que um filme não precisa de efeitos especiais caros para ser assustador". Na pontuação onde a equipe do site categoriza as opiniões da grande mídia e da mídia independente apenas como positivas ou negativas, o filme tem um índice de aprovação de 83% calculado com base em 162 comentários dos críticos. Por comparação, com as mesmas opiniões sendo calculadas usando uma média aritmética ponderada, a nota alcançada é 7,2/10.
Em outro agregador, o Metacritic, que calcula as notas das opiniões usando somente uma média aritmética ponderada de determinados veículos de comunicação em maior parte da grande mídia, tem uma pontuação de 74/100, alcançada com base em 28 avaliações da imprensa anexadas no site, com a indicação de "revisões geralmente favoráveis."

## Prémios e indicações
Globo de Ouro
- Melhor Actriz - Drama (Nicole Kidman) (Indicada)

BAFTA
Melhor Actriz (Nicole Kidman) (Indicada)
Melhor Argumento Original (Indicado)
Saturn Awards
Melhor Performance de Jovem Ator- Alakina Mann (Indicada)
Young Artist Awards
Melhor Performance em Filme - Jovem Atriz Coadjuvante- Alakina Mann (Indicada)
Melhor Performance - Ator Mirim Até 10 Anos- James Bentley (Venceu)
Goya Awards
Melhor Atriz Revelação- Alakina Mann (Indicada)
Melhor Ator Estreante- James Bentley (Indicado)[carece de fontes?]